# Oerzjoem
Oerzjoem (Russisch: Уржум) is een kleine stad in Rusland, gelegen in het oblast Kirov, 195 kilometer ten zuiden van de districtshoofdstad Kirov.

## Geschiedenis
Oorspronkelijk bevonden zich op de plek van Oerzjoem nederzettingen van de Mari. In 1584 werd de vestiging Oerzjoem gesticht, genoemd naar de rivier de Oerzjoemka. Dankzij de strategische ligging tussen Europees-Rusland en Siberië bloeide er al snel de handel op. In 1796 kreeg Oerzjoem stadsrechten. In de negentiende eeuw werden er diverse historische gebouwen en kerken gebouwd, welke er nog steeds te bezichtigen zijn. 

## Industrie en wetenschap
Tegenwoordig heeft zich in Oerzjoem ook de industrie sterk ontwikkeld, meer in het bijzonder op het gebied van de houtbewerking, de voedingsmiddelenindustrie en de fabricage van bouwmaterialen. Ook geldt Oerzjoem als een centrum voor de landbouwwetenschap.

## Geboren in Oerzjoem
- Sergej Kirov (1886–1934), politicus
- Alexej Speranski (1888–1961), patholoog